# La monetina di Woodrow Wilson
La monetina di Woodrow Wilson (The Woodrow Wilson Dime) è un romanzo di fantascienza umoristica del 1968 dello scrittore statunitense Jack Finney.
È stato pubblicato in italiano per la prima volta nel 1995 da Arnoldo Mondadori Editore.

## Trama
(La monetina di Woodrow Wilson)
Il newyorkese ventinovenne Ben Bennell conduce una vita che non lo soddisfa: odia il suo lavoro, è annoiato dalla moglie Hetty e da tutti è trattato come l'ultima ruota del carro.
Un giorno Ben trova una moneta da 10 centesimi con l'effigie di Woodrow Wilson e scopre che essa è la chiave per accedere a una realtà parallela: in questo mondo alternativo, Ben è a capo di un'agenzia pubblicitaria di successo, è sposato con la bellissima Tessie ed è rispettato da tutti.
Quando però Ben scopre che in questa realtà parallela la moglie Hetty è fidanzata con l'avvocato Custer, si rende conto di essere geloso e ancora innamorato di Hetty. Decide quindi di tornare nel suo mondo d'origine, in cui però la situazione è peggiorata: Hetty, infatti, ha divorziato da lui e si è anche trovata un nuovo fidanzato, e anche in questo caso si tratta di Custer.
Nel tentativo di mandare a monte le nozze fra Hetty e Custer, Ben inizia a fare la spola tra le due realtà parallele. In un groviglio di situazioni fra i mondi alternativi, Ben infine ottiene il suo scopo: Hetty non sposa Custer e decide di tornare insieme a Ben.

## Edizioni
(elenco parziale)
- Jack Finney, The Woodrow Wilson Dime, Simon and Schuster, 1968.
- Jack Finney, La monetina di Woodrow Wilson, traduzione di Vittorio Curtoni, I ed., Gli Alianti, Marcos y Marcos, 2003,  p. 191, ISBN 978-88-7168-365-2.